# Физика
Фи́зика (от др.-греч. φυσική — «природный» от φύσις — «природа») — область естествознания: фундаментальная наука о наиболее общих законах природы, о материи, её структуре, движении и правилах трансформации. Понятия физики и её законы лежат в основе всего естествознания. Является точной наукой.
Термин «физика» впервые фигурирует в сочинениях одного из величайших мыслителей древности — Аристотеля (IV век до нашей эры). Первоначально термины «физика» и «философия» были синонимами, так как в основе обеих дисциплин лежало стремление объяснить законы функционирования Вселенной. Однако в результате научной революции XVI века физика развилась в самостоятельную научную отрасль.
В современном мире значение физики чрезвычайно велико. Всё то, чем отличается современное общество от общества прошлых веков, появилось в результате применения на практике физических открытий. Так, исследования в области электромагнетизма привели к появлению телефонов и позже мобильных телефонов, открытия в термодинамике позволили создать автомобиль, развитие электроники привело к появлению компьютеров. Развитие фотоники способно дать возможность создать принципиально новые — фотонные — компьютеры и другую фотонную технику, которые сменят существующую электронную технику. Развитие газодинамики привело к появлению самолётов и вертолётов.
Знания физики процессов, происходящих в природе, постоянно расширяются и углубляются. Большинство новых открытий вскоре получают технико-экономическое применение (в частности в промышленности). Однако перед исследователями постоянно встают новые загадки, — обнаруживаются явления, для объяснения и понимания которых требуются новые физические теории. Несмотря на огромный объём накопленных знаний, современная физика ещё очень далека от того, чтобы объяснить все явления природы.
Общенаучные основы физических методов разрабатываются в теории познания и методологии науки.
В русский язык слово «физика» было введено М. В. Ломоносовым, издавшим первый в России учебник физики — свой перевод с немецкого языка учебника «Вольфианская экспериментальная физика» Х. Вольфа (1746). Первым оригинальным учебником физики на русском языке стал курс «Краткое начертание физики» (1810), написанный П. И. Страховым.

## Предмет физики
Физика — это наука о природе (естествознание) в самом общем смысле (часть природоведения). Предмет её изучения составляет материя (в виде вещества и полей) и наиболее общие формы её движения, а также фундаментальные взаимодействия природы, управляющие движением материи.
Некоторые закономерности являются общими для всех материальных систем (например, сохранение энергии), — их называют физическими законами.
Физика тесно связана с математикой: математика предоставляет аппарат, с помощью которого физические законы могут быть точно сформулированы. Физические теории почти всегда формулируются в виде математических уравнений, причём используются более сложные разделы математики, чем обычно в других науках. И наоборот, развитие многих областей математики стимулировалось потребностями физической науки.
Многие инженерные дисциплины являются физико-математическими. Примеры: теоретическая механика, сопротивление материалов, строительная механика, гидравлика и т.д.

## Научный метод
Физика — естественная наука. Источником знаний для неё является практическая деятельность: наблюдения, экспериментальное исследование явлений природы, производственная деятельность. Правильность физических знаний проверяется экспериментом, использованием научных знаний в производственной деятельности. Обобщением результатов научных наблюдений и эксперимента являются физические законы, которыми объясняются эти наблюдения и эксперименты. Физика сосредоточена на изучении фундаментальных и простейших явлений и на ответах на простые вопросы: из чего состоит материя, каким образом частицы материи взаимодействуют между собой, по каким правилам и законам осуществляется движение частиц и т. д.
В основе физических исследований лежит установление фактов путём наблюдения и эксперимента. Анализ данных совокупности экспериментов позволяет выявить и сформулировать закономерность. На первых этапах исследований закономерности носят преимущественно эмпирический, феноменологический характер, — то есть явление описывается количественно с помощью определённых параметров, характерных для исследуемых тел и веществ. Полученные факты подвергаются упрощению, идеализации путём введения идеальных объектов. На основе идеализации создаются модели исследуемых объектов и явлений. Физические объекты, модели и идеальные объекты описываются на языке физических величин. Затем устанавливаются связи между явлениями природы и выражаются в форме физических законов. Физические законы проверяются с помощью продуманного эксперимента, в котором явление (феномен) проявлялось бы в как можно более чистом виде и не осложнялось бы другими явлениями (феноменами). Анализируя закономерности и параметры, физики строят физические теории, которые позволяют объяснить изучаемые явления на основе представлений о строении тел и веществ и взаимодействие между их составными частями. Физические теории, в свою очередь, создают предпосылки для постановки точных экспериментов, в ходе которых в основном определяются рамки их применимости. Общие физические теории позволяют формулировать физические законы, которые считаются общими истинами, пока накопление новых экспериментальных результатов не потребует их уточнения или пересмотра.
Так, например, Стивен Грей заметил, что электричество можно передавать на довольно значительное расстояние с помощью увлажнённых нитей, и начал исследовать это явление. Георг Ом сумел выявить для него количественную закономерность, — ток в проводнике прямо пропорционален напряжению и обратно пропорционален сопротивлению проводника тока. Эта закономерность известна как закон Ома. При этом, конечно, эксперименты Ома опирались на новые источники питания и на новые способы измерять действие электрического тока, что позволило количественно охарактеризовать его. Результаты дальнейших исследований позволили абстрагироваться от формы и длины проводников тока и ввести такие феноменологические характеристики, как удельное сопротивление проводника и внутреннее сопротивление источника питания. Закон Ома и поныне основа электротехники, однако исследования также выявили и рамки его применимости, — открыты элементы электрической цепи с нелинейными вольт-амперными характеристиками, а также вещества, в определённых ситуациях не имеющие никакого электрического сопротивления — сверхпроводники. После открытия заряженных микрочастиц — электронов (позже протонов и других), была сформулирована микроскопическая теория электропроводности, объясняющая зависимости сопротивления от температуры посредством рассеяния электронов на колебаниях кристаллической решётки, примесях и т. д.
Вместе с тем было бы неправильным считать, что только эмпирический подход определяет развитие физики. Многие важные открытия были совершены «на кончике пера», или экспериментальной проверкой теоретических гипотез. Например, принцип наименьшего действия Пьер Луи де Мопертюи сформулировал в 1744 году на основе общих соображений, и справедливость его невозможно установить экспериментальным путём в силу всеобщности принципа. В настоящее время классическая и квантовая механика, теория поля основаны на принципе наименьшего действия. В 1899 году Макс Планк ввёл понятия кванта электромагнитного поля, кванта действия, что также не было следствием наблюдений и экспериментов, а чисто теоретической гипотезой. В 1905 году Альберт Эйнштейн опубликовал работу по специальной теории относительности, построенную дедуктивным путём из самых общих физических и геометрических соображений. Анри Пуанкаре — математик, прекрасно разбиравшийся в научных методах физики, — писал, что ни феноменологический, ни умозрительный подход по отдельности не описывают и не могут описывать физическую науку.

## Количественный характер физики
Физика — количественная наука. Физический эксперимент опирается на измерения, то есть сравнение характеристик исследуемых явлений с определёнными эталонами. С этой целью физика развила совокупность физических единиц и измерительных приборов. Отдельные физические единицы объединяются в системы физических единиц. Так, на современном этапе развития науки стандартом является Международная система единиц (СИ), но большинство теоретиков по-прежнему предпочитает пользоваться Гауссовой системой единиц (СГС).
Количественные зависимости, полученные экспериментальным путём, обрабатываются математическими методами, что в свою очередь даёт возможность строить математические модели изучаемых явлений.
С изменением представлений о природе тех или иных явлений меняются также физические единицы, в которых измеряются физические величины. Так, например, для измерения температуры сначала были предложены произвольные температурные шкалы, которые делили промежуток температур между характерными явлениями (например, замерзанием и кипением воды) на определённое количество меньших промежутков, которые получили название градусов температуры. Для измерения количества теплоты была введена единица — калория, которая определяла количество теплоты, необходимой для нагрева грамма воды на один градус. Однако со временем физики установили соответствие между механической и тепловой формой энергии. Таким образом, оказалось, что предложенная ранее единица количества теплоты, калория, является излишней, как и единица измерения температуры. И количество теплоты, и температуру можно измерять в единицах механической энергии. В современную эпоху калория и градус не вышли из практического употребления, но между этими величинами и единицей энергии Джоулем существует точное числовое соотношение. Градус, как единица измерения температуры входит в систему СИ, а коэффициент перехода от температурной к энергетическим величинам — постоянная Больцмана — считается физической постоянной.

## История физики
Физика — это наука о материи, её свойствах и движении. Она является одной из наиболее древних научных дисциплин.
Люди пытались понять свойства материи с древнейших времён: почему тела падают на землю, почему разные вещества имеют различные свойства и т. д. Интересовали людей также вопросы о строении мира, о природе Солнца и Луны. Сначала ответы на эти вопросы пытались искать в философии. В основном философские теории, которые пытались дать ответы на такие вопросы, не проверялись на практике. Однако, несмотря на то, что нередко философские теории неправильно описывали наблюдения, ещё в древние времена человечество добилось значительных успехов в астрономии, а великий греческий учёный Архимед даже сумел дать точные количественные формулировки многих законов механики и гидростатики.
Некоторые теории древних мыслителей, как, например, идеи об атомах, которые были сформулированы в древних Греции и Индии, опережали время. Постепенно от общей философии начало отделяться естествознание, важнейшей составной частью которого стала физика. Уже Аристотель использовал название «Физика» в заголовке одного из основных своих трактатов. Несмотря на ряд неправильных утверждений, физика Аристотеля на протяжении веков оставалась основой знаний о природе.

### Период до научной революции
Свойство человечества сомневаться и пересматривать положения, которые раньше считались единственно истинными, в поисках ответов на новые вопросы в итоге привело к эпохе великих научных открытий, которую сегодня называют научной революцией, начавшейся в середине XVI века. Предпосылки к этим коренным изменениям сложились благодаря достоянию древних мыслителей, наследие которых можно проследить до Индии и Персии. Персидский учёный Насир ад-Дин ат-Туси указал на значительные недостатки птолемеевской системы.
Средневековая Европа на какое-то время потеряла знания античных времён, но под влиянием Арабского халифата сохранённые арабами сочинения Аристотеля вернулись. В XII—XIII веках нашли свой путь в Европу также произведения индийских и персидских учёных. В Средние века начал складываться научный метод, в котором основная роль отводилась экспериментам и математическому описанию. Ибн ал-Хайсам (Альхазен) в своей «Книге об оптике», написанной в 1021 году, описывал эксперименты, подтверждающие его теорию зрения, согласно которой глаз воспринимает свет, излучаемый другими объектами, а не сам глаз излучает свет, как считали раньше Евклид и Птолемей. В экспериментах Ибн ал-Хайсама использовалась камера-обскура. С помощью этого прибора он проверял свои гипотезы относительно свойств света: или свет распространяется по прямой, или смешиваются в воздухе различные лучи света.

### Научная революция
Период научной революции характеризуется утверждением научного метода исследований, вычленением физики из массы натурфилософии в отдельную область и развитием отдельных разделов физики: механики, оптики, термодинамики и т. д.
Большинство историков придерживаются мнения о том, что научная революция началась в 1543 году, когда Николаю Копернику привезли из Нюрнберга впервые напечатанный экземпляр его книги «О вращении небесных сфер».
После этого в течение примерно ста лет человечество обогатилось работами таких исследователей, как Галилео Галилей, Христиан Гюйгенс, Иоганн Кеплер, Блез Паскаль и др. Галилей первым начал последовательно применять научный метод, проводя эксперименты, чтобы подтвердить свои предположения и теории. Он сформулировал некоторые законы динамики и кинематики, в частности закон инерции, и проверил их опытным путём. В 1687 году Исаак Ньютон опубликовал книгу «Principia», в которой в подробностях описал две основополагающие физические теории: законы движения тел, известные как законы Ньютона, и законы тяготения. Обе теории прекрасно согласовывались с экспериментом. Книга также приводила теории движения жидкостей. Впоследствии классическая механика была переформулирована и расширена Леонардом Эйлером, Жозефом Луи Лагранжем, Уильямом Роуэном Гамильтоном и другими. Законы гравитации заложили основу тому, что позже стало астрофизикой, которая использует физические теории для описания и объяснения астрономических наблюдений.
В России первым значительный вклад в развитие физической минералогии, математической физики, биофизики и астрономии в разделе изучения полярных сияний и физики «хвостов» комет внёс Михаил Ломоносов. Среди его наиболее значимых научных достижений в области физики — атомно-корпускулярная теория строения вещества и материи. Работы Ломоносова и его соратника Г. В. Рихмана внесли важный вклад в понимание электрической природы грозовых разрядов. Ломоносов не только провёл блестящее многолетнее исследование атмосферного электричества и установил ряд эмпирических закономерностей грозовых явлений, но и в работе «Слово о явлениях воздушных, от электрической силы происходящих» (1753) объяснил причину возникновения электричества в грозовых облаках конвекцией тёплого воздуха (у поверхности Земли) и холодного воздуха (в верхних слоях атмосферы). Ломоносов разработал теорию света и выдвинул трёхкомпонентную теорию цвета, с помощью которой объяснил физиологические механизмы цветовых явлений. По мысли Ломоносова, цвета вызываются действием трёх родов эфира и трёх видов цветоощущающей материи, составляющей дно глаза. Теория цвета и цветового зрения, с которой Ломоносов выступил в 1756 году, выдержала проверку временем и заняла должное место в истории физической оптики.
После установления законов механики Ньютоном следующим исследовательским полем стало электричество. Основы создания теории электричества заложили наблюдения и опыты таких учёных XVII и XVIII веков, как Роберт Бойль, Стивен Грей, Бенджамин Франклин. Сложились основные понятия — электрический заряд и электрический ток. В 1831 году английский физик Майкл Фарадей показал связь электричества и магнетизма, продемонстрировав, что движущийся магнит индуцирует в электрической цепи ток. Опираясь на эту концепцию, Джеймс Клерк Максвелл построил теорию электромагнитного поля. Из системы уравнений Максвелла следовало существование электромагнитных волн, распространяющихся со скоростью света. Экспериментальное подтверждение этому нашёл Генрих Герц, открыв радиоволны.
С построением теории электромагнитного поля и электромагнитных волн, победой волновой теории света, основанной Гюйгенсом, над корпускулярной теорией Ньютона, завершилось построение классической оптики. На этом пути оптика обогатилась пониманием дифракции и интерференции света, достигнутым благодаря трудам Огюстена Френеля и Томаса Юнга.
В XVIII и начале XIX века были открыты основные законы поведения газов, а работы Сади Карно по теории тепловых машин открыли новый этап в становлении термодинамики. В XIX веке Юлиус Майер и Джеймс Джоуль установили эквивалентность механической и тепловой энергий, что привело к расширенной формулировке закона сохранения энергии (первый закон термодинамики). Благодаря Рудольфу Клаузиусу был сформулирован второй закон термодинамики и введено понятие энтропии. Позже Джозайя Уиллард Гиббс заложил основы статистической физики, а Людвиг Больцман предложил статистическую интерпретацию понятия энтропии.
К концу XIX века физики подошли к значительному открытию — экспериментальному подтверждению существования атома. В это время существенно изменилась и роль физики в обществе. Возникновение новой техники (электричество, радио, автомобиль и т. д.) требовало большого объёма прикладных исследований. Занятия наукой стало профессией. Фирма General Electric первой открыла собственные исследовательские лаборатории; такие же лаборатории стали появляться в других фирмах.

### Смена парадигм
Конец девятнадцатого, начало двадцатого века был временем, когда под давлением новых экспериментальных данных физикам пришлось пересмотреть старые теории и заменить их новыми, заглядывая всё глубже в строение материи. Эксперимент Майкельсона — Морли выбил основу из-под ног классических представлений об электромагнетизме, поставив под сомнение существование эфира. Были открыты новые явления, такие как рентгеновские лучи и радиоактивность. Не успели физики доказать существование атома, как появились доказательства существования электрона, эксперименты с фотоэффектом и изучение спектра теплового излучения давали результаты, которые невозможно было объяснить, исходя из принципов классической физики. В прессе этот период назывался кризисом физики, но одновременно он стал периодом триумфа физики, сумевшей выработать новые революционные теории, которые не только объяснили непонятные явления, но и многие другие, открыв путь к новому пониманию природы.
В 1905 году Альберт Эйнштейн построил специальную теорию относительности, которая продемонстрировала, что понятие эфира не требуется при объяснении электромагнитных явлений. При этом пришлось изменить классическую механику Ньютона, дав ей новую формулировку, справедливую при больших скоростях. Коренным образом изменились также представления о природе пространства и времени. Эйнштейн развил свою теорию в общую теорию относительности, опубликованную в 1916 году. Новая теория включала в себя описание гравитационных явлений и открыла путь к становлению космологии — науки об эволюции Вселенной.
Рассматривая задачу о тепловом излучении абсолютно чёрного тела, Макс Планк в 1900 году предложил невероятную идею, что электромагнитные волны излучаются порциями, энергия которых пропорциональна частоте. Эти порции получили название квантов, а сама идея начала построение новой физической теории — квантовой механики, которая ещё больше изменила классическую ньютоновскую механику, на этот раз при очень малых размерах физической системы. В том же 1905 году Альберт Эйнштейн применил идею Планка для успешного объяснения экспериментов с фотоэффектом, предположив, что электромагнитные волны не только излучаются, но и поглощаются квантами. Корпускулярная теория света, которая, казалось, потерпела сокрушительное поражение в борьбе с волновой теорией, вновь получила поддержку.
Спор между корпускулярной и волновой теорией нашёл своё решение в корпускулярно-волновом дуализме, гипотезе, сформулированной Луи де Бройлем. По этой гипотезе не только квант света, но и любая другая частица проявляет одновременно свойства, присущие как корпускулам, так и волнам. Гипотеза Луи де Бройля подтвердилась в экспериментах с дифракцией электронов.
В 1911 году Эрнест Резерфорд предложил планетарную теорию атома, а в 1913 году Нильс Бор построил модель атома, в которой постулировал квантовый характер движения электронов. Благодаря работам Вернера Гайзенберга, Эрвина Шрёдингера, Вольфганга Паули, Поля Дирака и многих других квантовая механика нашла свою точную математическую формулировку, подтверждённую многочисленными экспериментами. В 1927 году была создана копенгагенская интерпретация, которая открывала путь для понимания законов квантового движения на качественном уровне.

### Физика современности
С открытием радиоактивности Анри Беккерелем началось развитие ядерной физики, которая привела к появлению новых источников энергии: атомной энергии и энергии ядерного синтеза. Открытые при исследованиях ядерных реакций новые частицы: нейтрон, протон, нейтрино, дали начало физике элементарных частиц. Эти новые открытия на субатомном уровне оказались очень важными для физики на уровне Вселенной и позволили сформулировать теорию её эволюции — теорию Большого взрыва.
Сложилось окончательное разделение труда между физиками-теоретиками и физиками-экспериментаторами. Энрико Ферми был, пожалуй, последним выдающимся физиком, успешным как в теории, так и в экспериментальной работе.
Передний край физики переместился в область исследования фундаментальных законов, ставя перед собой цель создать теорию, которая объясняла бы Вселенную, объединив теории фундаментальных взаимодействий. На этом пути физика получила частичные успехи в виде теории электрослабого взаимодействия и теории кварков, обобщённой в так называемой Стандартной модели. Однако квантовая теория гравитации до сих пор не построена.
Начиная с создания квантовой механики, быстрыми темпами развивается физика твёрдого тела, открытия которой привели к возникновению и развитию электроники, а с ней и информатики, которые внесли коренные изменения в культуру человеческого общества.

## Теоретическая и экспериментальная физика
В основе своей физика — экспериментальная наука: все её законы и теории основываются и опираются на опытные данные. Однако зачастую именно новые теории являются причиной проведения экспериментов и, как результат, лежат в основе новых открытий. Поэтому принято различать экспериментальную и теоретическую физику.
Экспериментальная физика исследует явления природы в заранее подготовленных условиях. В её задачи входит обнаружение ранее неизвестных явлений, подтверждение или опровержение физических теорий, уточнение значений физических констант. Многие достижения в физике были сделаны благодаря экспериментальному обнаружению явлений, не описываемых существующими теориями. Например, экспериментальное изучение фотоэффекта послужило одной из посылок к созданию квантовой механики (хотя рождением квантовой механики считается появление гипотезы Планка, выдвинутой им для разрешения ультрафиолетовой катастрофы — парадокса классической теоретической физики излучения).
В задачи теоретической физики входит формулирование общих законов природы и объяснение на основе этих законов различных явлений, а также предсказание до сих пор неизвестных явлений. Верность любой физической теории проверяется экспериментально: если результаты эксперимента совпадают с предсказаниями теории, она считается адекватной (достаточно точно описывающей данное явление).
При изучении любого явления экспериментальные и теоретические аспекты одинаково важны.

## Прикладная физика
От своего зарождения физика всегда имела большое прикладное значение и развивалась вместе с машинами и механизмами, которые человечество использовало для своих нужд. Физика широко используется в инженерных науках. Немало физиков были одновременно изобретателями и, наоборот. Механика, как часть физики, тесно связана с теоретической механикой и сопротивлением материалов, как инженерными науками. Термодинамика связана с теплотехникой и конструированием тепловых двигателей. Электричество связано с электротехникой и электроникой, для становления и развития которой очень важны исследования в области физики твёрдого тела. Достижения ядерной физики обусловили появление ядерной энергетики, и тому подобное.
Физика также имеет широкие междисциплинарные связи. На границе физики, химии и инженерных наук возникла и быстро развивается такая отрасль науки как материаловедение. Методы и инструменты используются химией, что привело к становлению двух направлений исследований: физической химии и химической физики. Всё мощнее становится биофизика — область исследований на границе между биологией и физикой, в которой биологические процессы изучаются исходя из атомарной структуры органических веществ. Геофизика изучает физическую природу геологических явлений. Медицина использует методы, такие как рентгеновские и ультразвуковые исследования, ядерный магнитный резонанс — для диагностики, лазеры — для лечения болезней глаз, ядерное облучение — в онкологии, и тому подобное.

## Основные теории
Хотя физика имеет дело с разнообразными системами, некоторые физические теории применимы в больших областях физики. Такие теории считаются в целом верными при дополнительных ограничениях. Например, классическая механика верна, если размеры исследуемых объектов намного больше размеров атомов, скорости существенно меньше скорости света, и гравитационные силы малы. Эти теории всё ещё активно исследуются; например, такой аспект классической механики, как теория хаоса, был открыт только в XX веке. Они составляют основу для всех физических исследований. В рамках этих теорий М. В. Ломоносов объяснил причины агрегатных состояний веществ (твёрдое, жидкое и газообразное состояния) и разработал теорию теплоты.
| Теория                                | Основные разделы | Понятия |
| ------------------------------------- | --- | --- |
| Классическая механика                 | Законы Ньютона — Лагранжева механика — Гамильтонова механика — Теория хаоса — Гидродинамика — Геофизическая гидродинамика — Механика сплошных сред | Вещество — Пространство — Время — Энергия — Движение — Масса — Длина — Скорость — Сила — Мощность — Работа — Закон сохранения — Момент инерции — Угловой момент — Момент силы — Волна — Действие — Размерность                                              |
| Электромагнетизм                      | Электростатика — Электричество — Магнитостатика — Магнетизм — Уравнения Максвелла — Электродинамика — Магнитная гидродинамика                      | Электрический заряд — Напряжение — Ток — Электрическое поле — Магнитное поле — Электромагнитное поле — Электромагнитное излучение — Сопротивление — Электродвижущая сила                                                                                    |
| Термодинамика и Статистическая физика | Тепловая машина — Молекулярно-кинетическая теория — Неравновесная термодинамика                                                                    | Удельный объём (Плотность) — Давление — Температура — Постоянная Больцмана — Энтропия — Свободная энергия — Термодинамическое равновесие — Статистическая сумма — Микроканоническое распределение — Большое каноническое распределение — Количество теплоты |
| Квантовая механика                    | Уравнение Шрёдингера — Интеграл Фейнмана — Квантовая теория поля                                                                                   | Гамильтониан — Тождественные частицы — Постоянная Планка — Измерение — Квантовый осциллятор — Волновая функция — Нулевая энергия — Перенормировка |
| Теория относительности                | Специальная теория относительности — Общая теория относительности — Релятивистская гидродинамика                                                   | Принцип относительности — 4-вектор — Пространство-время — Световой конус — Мировая линия — Скорость света — Относительность одновременности — Тензор энергии-импульса — Кривизна пространства-времени — Чёрная дыра                                         |

## Разделы физики

### Макроскопическая физика
Макроскопическая физика изучает явления и законы привычного мира, где размеры тел сопоставимы с размерами человека.
- Механика
  - Классическая механика
  - Релятивистская механика
  - Механика сплошных сред
    - Гидродинамика
    - Акустика
    - Механика твёрдого тела
- Термодинамика
  - Неравновесная термодинамика
- Оптика
  - Волновая оптика
  - Кристаллооптика
  - Молекулярная оптика
  - Нелинейная оптика
- Электродинамика
  - Электродинамика сплошных сред
  - Магнитогидродинамика
  - Электрогидродинамика
- Физика колебаний и волн
- Общая теория относительности

### Микроскопическая физика
Микроскопическая физика исследует «микромир», где размеры тел во много раз меньше размеров человека.
- Атомная физика
- Статистическая физика
  - Статистическая механика
  - Статистическая теория поля
  - Физическая кинетика
  - Квантовая статистика
- Физика конденсированных сред
  - Физика твёрдого тела
  - Физика жидкостей
  - Физика атомов и молекул
  - Физика наноструктур
- Квантовая физика
  - Квантовая механика
  - Квантовая теория поля
    - Квантовая электродинамика
    - Квантовая хромодинамика
    - Теория струн
- Ядерная физика
  - Физика гиперядер
- Физика элементарных частиц
  - Физика высоких энергий
- Молекулярная физика

### Разделы физики на стыке наук
- Агрофизика
- Акустооптика
- Астрофизика
- Биофизика
- Вычислительная физика
- Гидрофизика
- Геофизика
  - Петрофизика
  - Сейсмология
  - Тектонофизика
  - Геофизическая гидродинамика
- Космология
- Математическая физика
- Материаловедение
  - Кристаллография
- Медицинская физика
- Метрология
- Радиофизика
  - Квантовая радиофизика
  - Статистическая радиофизика
- Техническая физика
- Теория колебаний
- Теория динамических систем
- Физика атмосферы
- Физика плазмы
- Физическая химия
- Химическая физика

## Справка
- Единицы измерения физических величин
- Список обозначений в физике
- Фундаментальные физические константы
- История физики

## Важнейшие журналы
Российские
- Журнал технической физики (ЖТФ)
- Письма в Журнал технической физики (Письма в ЖТФ)
- Журнал экспериментальной и теоретической физики (ЖЭТФ)
- Письма в ЖЭТФ
- Теоретическая и математическая физика
- Успехи физических наук (УФН)

Зарубежные
- Nature Physics
- Журналы Американского физического общества
  - Physics — короткие обзорные статьи по результатам, опубликованным в других журналах общества.
  - Reviews of Modern Physics (RMP) Публикует обзорные статьи по большим разделам физики
  - Physical Review Letters (PRL) Наиболее престижный (после Nature и Science) журнал: короткие статьи по новейшим исследованиям
  - Physical Review (A,B,C,D,E) Статьи разного формата, более подробные, но менее оперативно публикуемые, чем в Phys. Rev. Lett.
  - Annals of Physics
- Журналы Американского института физики
  - Physics Today
  - Applied Physics Letters (APL)
  - Journal of Applied Physics
- Европейские журналы
  - Journal of Physics (A, B, C …)
    - Journal of Physics A: Mathematical and Theoretical
    - Journal of Physics: Condensed Matter

  - New Journal of Physics
  - Physica (A, B, C …)
    - Physica A

  - Physics Letters A
  - Europhysics Letters
  - Zeitschrift für Physik Именно в этом журнале публиковались Эйнштейн, Гейзенберг, Планк…
  - Nuovo cimento (A, B, C …)
  - Foundations of Physics
- Научно-популярные журналы
  - Квант
  - Physics World

А также архив препринтов arXiv.org, на котором статьи появляются гораздо раньше их появления в журналах и доступны для свободного скачивания.

## Коды в системах классификации знаний
- УДК 53
- Государственный рубрикатор научно-технической информации (ГРНТИ) 29 ФИЗИКА
- Physics and Astronomy Classification Scheme